# Кендереши, Тамаш
Тамаш Кендереши (венг. Tamás Kenderesi; род. 13 декабря 1996, Боньхад, Тольна) — венгерский пловец. Бронзовый призёр Олимпийских игр 2016. Призёр чемпионатов Европы (2016 и 2018). 

## Карьера
На летних Олимпийских играх в Бразилии на дистанции 200 метров баттерфляем завоевал бронзовую медаль.
5 августа 2018 года стал серебряным призёром чемпионата Европы на дистанции 200 метров баттерфляем.
В мае 2021 года на чемпионате Европы в Будапеште, Тамаш на дистанции 200 метров баттерфляем завоевал бронзовую медаль, проплыв в финальном заплыве за 1:54,43. 